# 지중해관박쥐
지중해관박쥐(Rhinolophus euryale)는 관박쥐과에 속하는 박쥐의 일종이다. 지중해 지역과 발칸 반도 뿐만 아니라 이탈리아 일부에서 발견된다.

## 특징
머리부터 몸까지 길이는 보통 43~58mm, 꼬리 길이는 22~30mm이다. 날개 폭은 300~320mm이고, 몸무게는 평균 8~17.5g이다. 위쪽으로 연결되는 돌기는 뾰족하고 아래쪽 방향으로 약간 구부러져 있으며, 아래쪽에서 보았을 때 크게 둥근 아랫쪽 연결 돌기 보다 뚜렷하게 길다. 연한 회색 바탕에 솜털같은 털이 뒤덮여 있다. 등 쪽은 회색-갈색이며 때로는 약간 불그스레한 색조를 띠는 반면에 배 쪽은 회색-흰색 또는 노랑-흰색이다.

## 서식지
지중해관박쥐는 구릉 지대와 산악 지대의 따뜻한 숲 지역에서 사는 경향이 있으며, 많은 동굴과 물 근처의 석회암 지역을 좋아한다. 때로는 북쪽 지역의 따뜻한 고지대에서 살기도 하지만, 여름 둥지와 새끼를 돌보는 장소는 동굴 속에 있다. 서로 섞이는 것 없이 다른 관박쥐류 박쥐와 자주 둥지를 공유한다.

## 생식
지중해박쥐의 생식 주기에 대한 정보는 알려진 것이 거의 없다. 보통 50마리와 400마리 사이의 암컷이 모여 새끼를 돌보는 집단을 형성하며, 수컷이 포함되기도 한다.

## 사냥
지중해관박쥐는 늦은 황혼에 둥지를 떠나 따뜻한 구릉 지대의 땅 위로 낮게 비행하며 사냥을 하지만 비교적 울창한 나무 속에서 사냥을 하기도 하고, 나방이나 기타 작은 곤충을 잡아 먹는다.